# Josef Deitmer
Josef Carl Maria Deitmer (ur. 12 sierpnia 1865 r. w Münster; zm. 16 stycznia 1929 r. w Berlinie) – duchowny katolicki, biskup tytularny Sory, w latach 1923-1929 biskup pomocniczy diecezji wrocławskiej.

## Życiorys
Studiował teologię w Innsbrucku i Münster. 17 grudnia 1887 został wyświęcony na kapłana diecezji Münster. Po święceniach pracował jako kapelan w Kevelaer, a od października 1892 w parafii św. Mateusza w Berlinie Schönebergu. Pracował jako ojciec duchowny i kurator w Berlinie. Od 1920 był delegatem biskupa dla Brandenburgii i Pomorza. 19 lutego papież Pius XI mianował go biskupem pomocniczym wrocławskim z siedzibą w Berlinie i biskupem tytularnym Sory. 1 maja 1923 przyjął święcenia biskupie z rąk kardynała Adolfa Bertrama. Zostało to odebrane przez społeczeństwo jako wskazanie do ustanowienia samodzielnej siedziby biskupstwa w Berlinie. Biskup dr Josef Deitmer zmarł 16 stycznia 1929. Został pochowany obok innych biskupów i kardynałów na cmentarzu św. Jadwigi w Berlinie. Wkrótce po jego śmierci 13 sierpnia 1930 delegatura biskupa wrocławskiego dla Brandenburgii i Pomorza została podniesiona do rangi samodzielnej diecezji, równocześnie z podniesieniem diecezji wrocławskiej do rangi archidiecezji.